# Siedliska (powiat tarnowski)
Siedliska (też Siedliska k. Tuchowa) – wieś w Polsce położona w województwie małopolskim, w powiecie tarnowskim, w gminie Tuchów. Przez wieś przepływa rzeka Biała, prawy dopływ Dunajca.
Wieś opactwa benedyktynów tynieckich w powiecie bieckim województwa krakowskiego w końcu XVI wieku.
W latach 1975–1998 miejscowość należała administracyjnie do województwa tarnowskiego.

## Części wsi
| SIMC    | Nazwa       | Rodzaj    |
| ------- | ----------- | --------- |
| 0834403 | Dół         | część wsi |
| 0834410 | Gace        | część wsi |
| 0834426 | Góra        | część wsi |
| 0834432 | Kalina      | część wsi |
| 0834449 | Kawiory     | część wsi |
| 0834455 | Krzyżewatki | część wsi |
| 0834461 | Łężna       | część wsi |
| 0834478 | Od Meszny   | część wsi |
| 0834484 | Rynsztoki   | część wsi |
| 0834490 | Wieś        | część wsi |
| 0834509 | Zabiele     | część wsi |
| 0834515 | Żary        | część wsi |

## Zabytki
Obiekty wpisane do rejestru zabytków nieruchomych województwa małopolskiego.
- Cmentarz wojenny nr 152
- Cmentarz wojenny nr 153
- Cmentarz wojenny nr 156

## Galeria zdjęć

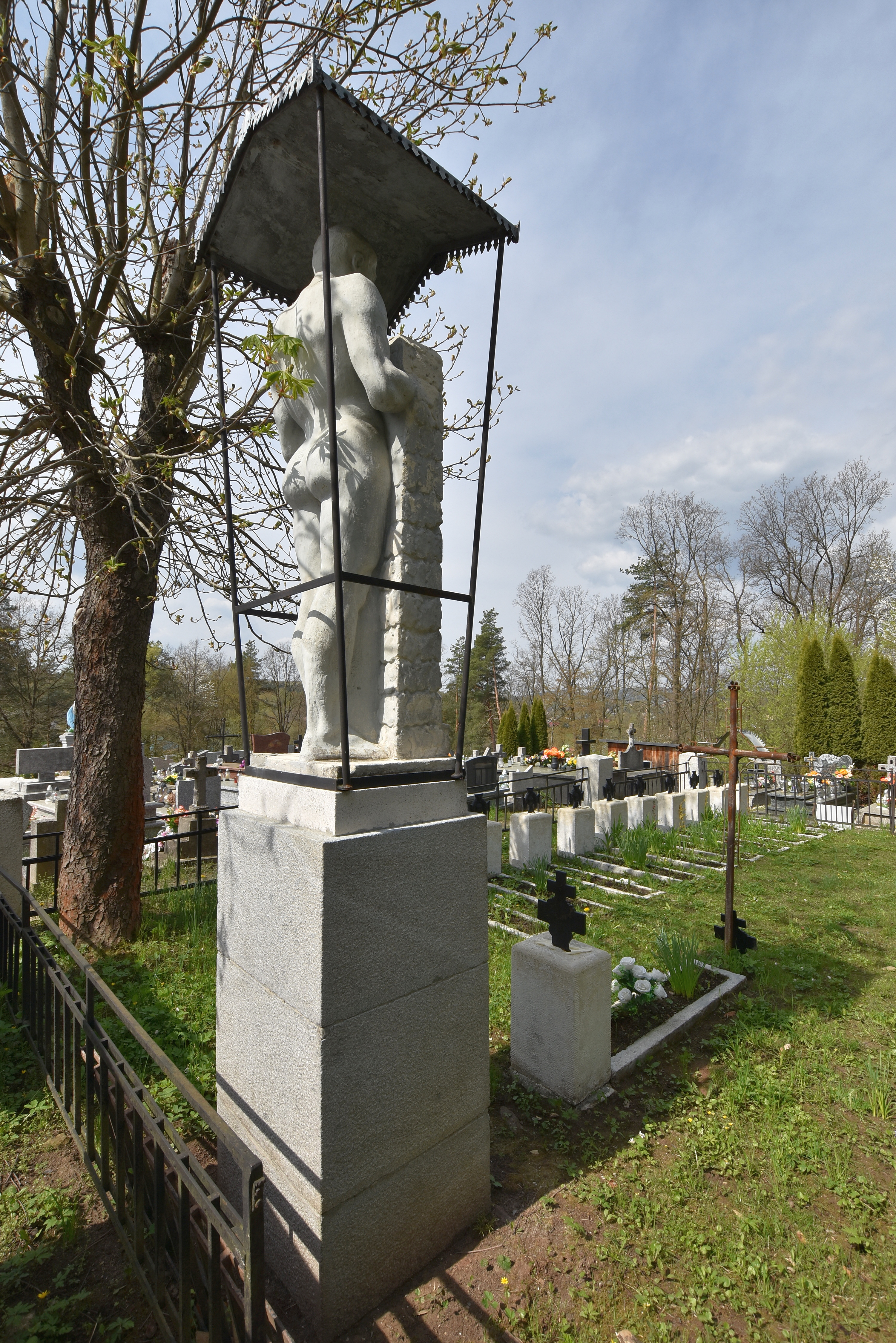
Cmentarz wojenny nr 156
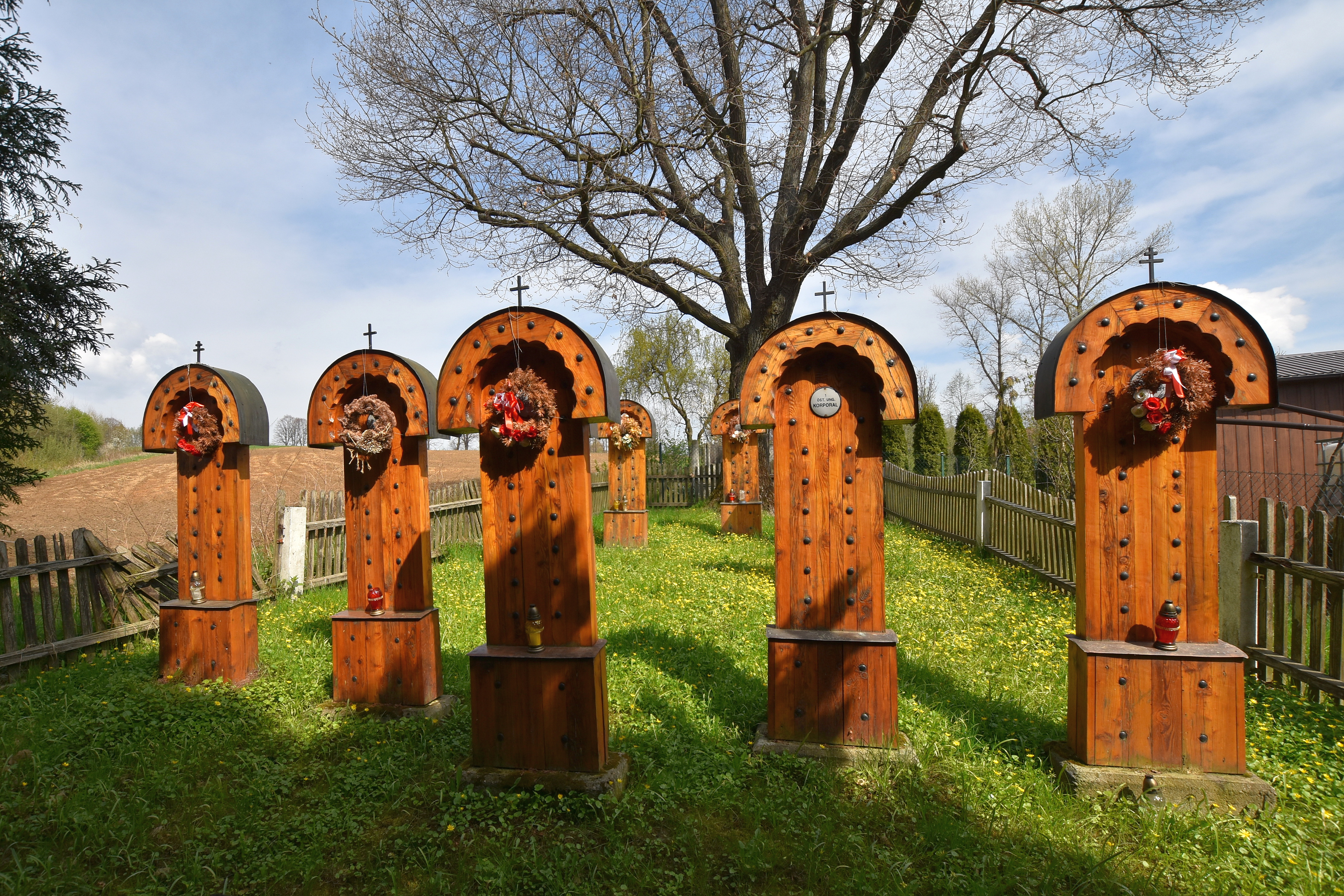
Cmentarz wojenny nr 153
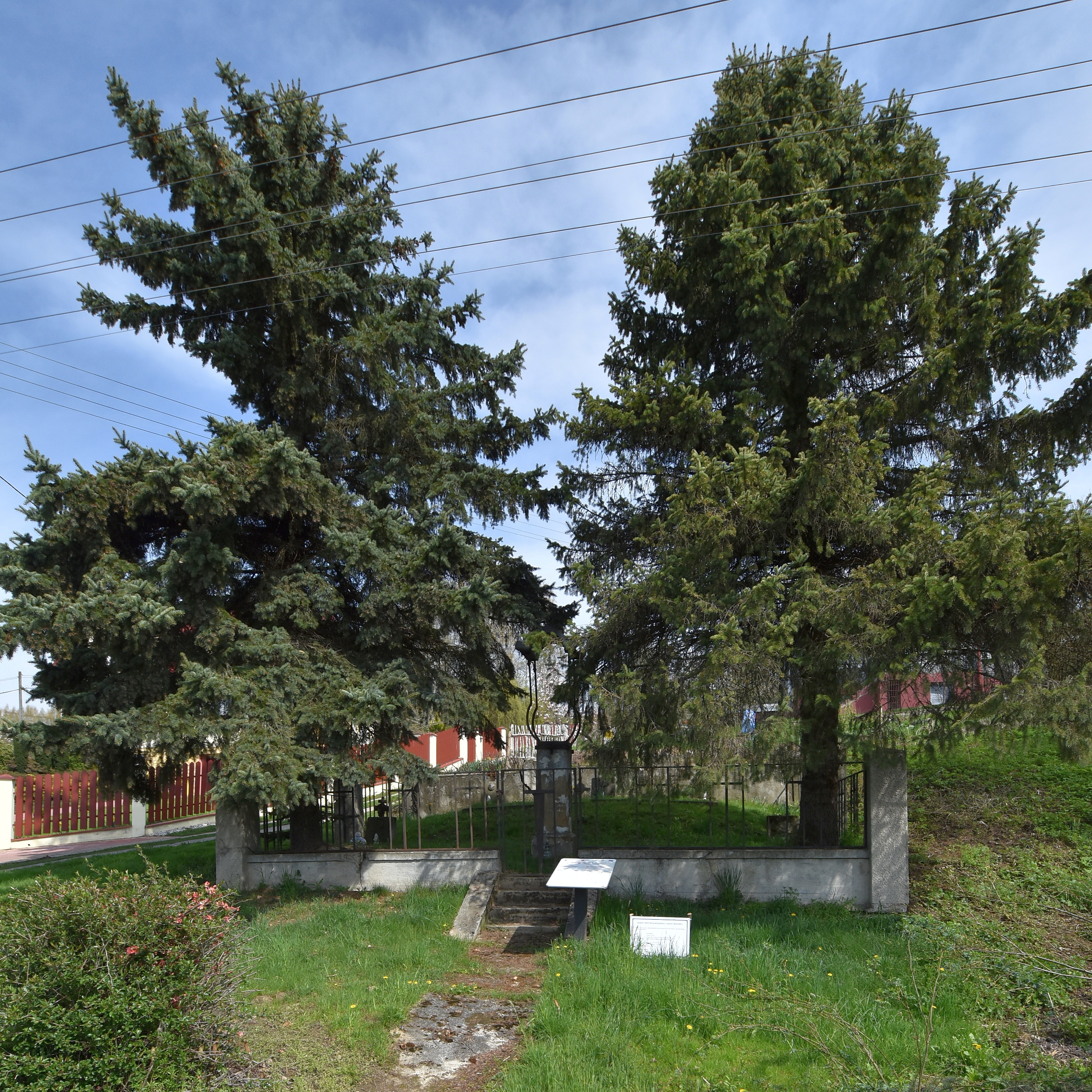
Cmentarz wojenny nr 152

## Infrastruktura
- Szkoła Podstawowa im. Stefana Wyszyńskiego[8].
- Klub Sportowy Alfa Siedliska[9].
- Dom Kultury w Siedliskach

## Religia
- Rzymskokatolicki kościół parafialny pod wezwaniem Chrystusa Króla
- Parafialna Orkiestra Dęta Siedliska Tuchowskie